# Spilopteron apicale
Spilopteron apicale är en stekelart som först beskrevs av Matsumura 1912.  Spilopteron apicale ingår i släktet Spilopteron och familjen brokparasitsteklar. Inga underarter finns listade i Catalogue of Life.